# Siegfried Westphal
Siegfried Westphal (18 tháng 3 năm 1902 - 2 tháng 7 năm 1982) là một tư lệnh kỵ binh Đức Quốc xã trong Thế chiến thứ hai. Westphal đã bị quân đội Mỹ bắt vào tháng 5 năm 1945, và được thả vào năm 1947.
Ông từng nói, nếu quân Pháp tấn công trong tháng 9 năm 1939 vào chiến tuyến Đức thì họ "chỉ có thể cầm cự được một hoặc hai tuần".